# Зуево (Западнодвинский район)
Зуево — деревня в Западнодвинском районе Тверской области. Входит в состав Западнодвинского сельского поселения.

## География
Деревня расположена в 31 километре к северо-востоку от районного центра, города Западная Двина. Ближайшие населённые пункты — деревни Вороново и Жар.
Часовой пояс
Деревня Зуево, как и вся Тверская область, находится в часовой зоне МСК (московское время). Смещение применяемого времени относительно UTC составляет +3:00.

## Население
| 2010 |
| ---- |
| 0    |

В 2002 году постоянное население в деревне также отсутствовало.